# Franz Dorer
Franz Ludwig Fidel Dorer (* 1. Dezember 1778 in Baden; † 11. Januar 1840 ebenda; heimatberechtigt in Baden) war ein Schweizer Politiker. Von 1831 bis 1836 war er Regierungsrat des Kantons Aargau. Sein Sohn Eduard Dorer-Egloff gehörte ebenfalls der Kantonsregierung an, wurde aber vor allem als Schriftsteller bekannt.

## Biografie
Der Sohn des Arztes und Stadtschreibers Joseph Ludwig Dorer begann ein juristisches Studium an der Albert-Ludwigs-Universität in Freiburg im Breisgau, das er jedoch 1798 wegen der revolutionären Umsturzes in seiner Heimat abbrechen musste. Über Dorers Tätigkeiten während der Zeit der Helvetischen Republik ist nichts bekannt. 1803 trat er als Gerichtsschreiber in Baden wieder in Erscheinung. 1808 wurde er in den Grossen Rat gewählt, seine politische Haltung war zunächst gemässigt konservativ. Ab 1816 arbeitete er als Bezirksamtmann des Bezirks Baden.
Gegen Ende der 1820er Jahre identifizierte sich Dorer immer stärker mit den Ideen des Liberalismus. Nach einer durch den Freiämtersturm erzwungenen Verfassungsreform liess er sich 1831 vom Grossen Rat in die Kantonsregierung wählen. In seiner neuen Funktion setzte er sich vehement für die Unterordnung der Kirche unter den Staat ein. So war er 1834 Mitinitiant jener Konferenz, an der die Badener Artikel beschlossen wurden. 1836 zog er sich aus der Politik zurück.